# ラムバス
ラムバス・インコーポレイテッド（Rambus Incorporated NASDAQ: RMBS）は、アメリカの電気機器メーカー。自身では製造設備を持たず、開発した特許技術を他社へライセンス供与する事で収入を得る、いわゆるIP企業である。1990年創業で、1997年にNASDAQに上場した。
コンピュータ用の高速インタフェース技術に強みがあり、それを活用したメモリの設計で知られている。PCばかりでなく、NINTENDO 64、PlayStation 2、PlayStation 3などでも採用されている。

## 他社との関係
知的財産を基盤としている性格上、しばしば他社への訴訟を起こし、ニュースにもなっている。
JEDECは1996年に脱退、2014年に再加盟している。

### NVIDIAとの争い
ラムバスは2008年11月、グラフィックスプロセッシングユニットに関連する特許9件がNVIDIAに侵害されたとアメリカ国際貿易委員会（ITC）に提訴。NVIDIA側が、異議を唱えたためアメリカ特許商標局が特許の再審査を行うこととなった。しかし2009年7月14日、アメリカ特許商標局はNVIDIA側の主張を認め、ラムバスの提訴を棄却している。